# فيليكس فيرا
فيليكس فيرا (بالإسبانية: Félix Vera)‏ هو لاعب كرة قدم بوليفي في مركز الدفاع، ولد في 18 مايو 1961 في كوتشابامبا في بوليفيا. شارك مع منتخب بوليفيا لكرة القدم. أما مع النوادي، فقد لعب مع نادي خورخي ويلسترمان.

## وصلات خارجية
- فيليكس فيرا على موقع عالم كرة القدم.نت (الإنجليزية)